# Фиэй, Жак Луи Мари Жозе
Жак Луи Мари́ Жозе́ Фиэ́й (фр. Jacques Louis Marie Joseph Fihey, 1 октября 1931 года, Нарбонна, Франция — 12 марта 2017 года) — католический прелат, военный ординарий Франции с 12 февраля 1983 года по 22 апреля 1989 год, епископ Кутанса с 22 апреля 1989 год по 2 октября 2006 год.

## Биография
29 июня 1955 года Жак Фиэй был рукоположен в священника.
31 мая 1977 года Римский папа Павел VI назначил Жак Фиэй вспомогательным епископом архиепархии Марселя и титулярным епископом Ремезианы. 10 июля 1977 года в состоялось рукоположение Жака Фиэя в епископа, которое совершил епископ Нанта Мишель-Луи Виаль в сослужении с прелатом Миссии Франции епископом Роже Эчегараем и епископом Каора Жозе-Мари-Анри Рабеном.
12 февраля 1983 года Римский папа Иоанн Павел II назначил Жака Фиэя военным ординарием Франции. Эту должность Жак Фиэй исполнял до 22 апреля 1989 года, когда он был назначен епископом Кутанса.
2 октября 2006 года подал в отставку.